# Monte Santo
Monte Santo is een gemeente in de Braziliaanse deelstaat Bahia. De gemeente telt 53.429 inwoners (schatting 2009).

## Galerij

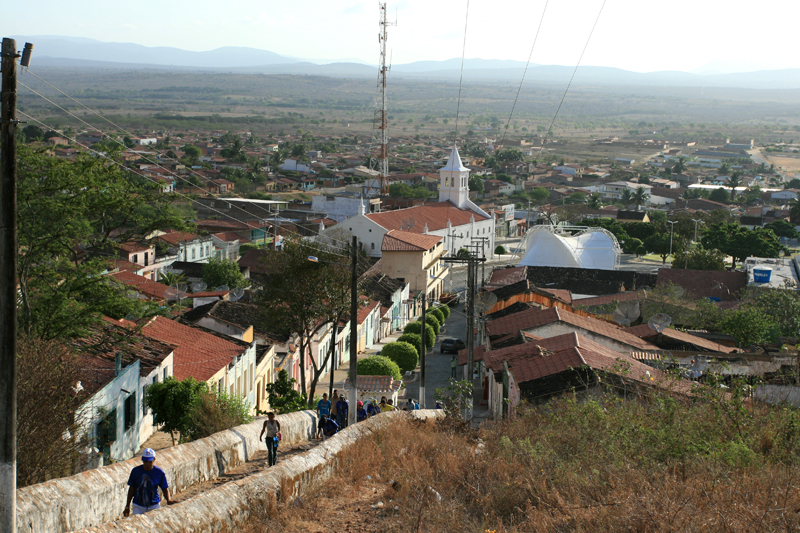
Monte Santo met zicht op de katholieke kerk